# 赛卢
赛卢（Sailu），是印度马哈拉施特拉邦Parbhani县的一个城镇。总人口39854（2001年）。

## 人口
该地2001年总人口39854人，其中男性20726人，女性19128人；0—6岁人口5522人，其中男2935人，女2587人；识字率65.68%，其中男性为73.85%，女性为56.83%。